# Кэмплинг, Джон Уильям
Джон Уильям Кэмплинг (англ. John William Campling MHM, 1 сентября 1873 года, Глазго, Великобритания — 23 сентября 1961 года, Уганда) — католический священник, апостольский префект Буэа с 6 августа 1923 года по 13 мая 1925 года, апостольский викарий Южного Нила с 13 мая 1925 года по февраль 1938 года. Член монашеской конгрегации «Миссионерское общество святого Иосифа из Милл-Хилла».

## Биография
Родился в 1873 году в районе Патрик города Глазго, Шотландия. После получения среднего образования вступил в монашескую общину «Миссионерское общество святого Иосифа из Милл-Хилла». 1 мая 1903 года принял таинство священства. В 1922 году прибыл в Буэа в группе из четырёх священников для миссионерской деятельности среди местных жителей. 12 июня 1923 года Святой Престол учредил апостольскую префектуру Буэа (с 1950 года — епархия Буэа). 6 августа 1923 года Римский папа Пий XI назначил его первым ординарием апостольской префектуры Буэа.
13 мая 1925 года Римский папа Пий XI назначил его титулярным епископом Команы-Понтики и апостольским викарием Южного Нила (с 1999 года — архиепахия Тороро). 24 августа 1925 года состоялось рукоположение в епископы, которое совершил архиепископ Вестминстера кардинал Фрэнсис Альфонс Борн в сослужении с генеральным настоятелем монашеской конгрегации «Миссионерское общество святого Иосифа из Милл-Хилла» епископом Йоханнесом Бирмансом и почётным апостольским викарием Южного Нила епископом Генри Хэнлоном (Henry Hanlon).
В феврале 1938 года ушёл в отставку. Проживал в Уганде, где скончался в сентябре 1961 года.